# Gursahaiganj
Gursahaiganj – miasto w północnych Indiach w stanie Uttar Pradesh, na Nizinie Hindustańskiej.
Populacja miasta w 2001 roku wynosiła 35 752 mieszkańców.